# Campionatul Mondial de Handbal Masculin din 1986
A 11-a ediție a Campionatului Mondial de Handbal Masculin s-a desfășurat în perioada 25 februarie-8 martie 1986 în Elveția. Echipa Iugoslaviei a câștigat campionatul după ce a învins în finală echipa Ungariei cu scorul de 24 - 22 și a devenit pentru prima dată campioană mondială.

## Clasament final
| Poz. | Echipă            |
| ---- | ----------------- |
| 1    | Iugoslavia        |
| 2    | Ungaria           |
| 3    | Germania de Est   |
| 4    | Suedia            |
| 5    | Spania            |
| 6    | Islanda           |
| 7    | Germania de Vest  |
| 8    | Danemarca         |
| 9    | România           |
| 10   | Uniunea Sovietică |
| 11   | Elveția           |
| 12   | Coreea de Sud     |
| 13   | Cehoslovacia      |
| 14   | Polonia           |
| 15   | Cuba              |
| 16   | Algeria           |

## Legături externe
Materiale media legate de Campionatul Mondial de Handbal Masculin din 1986 la Wikimedia Commons
- en  Campionatul Mondial din 1986 la Federația Internațională de Handbal